# Антонов Ан-32
Антонов Ан-32 је вишенаменски транспортни авион, средње носивости. Развијен је у оквиру бироа Антонова, а произведен је у кијевској фабрици авиона у Совјетском Савезу. Овај авион је првенствено осмишљен за војне потребе, с могућношћу трансформације у путничку и друге намене. Израђен је на основу Ан-26 на који су уграђени скоро двоструко јачи мотори. Произведено је 361 авион, а први лет био је 1976. године. НАТО назив му је Cline.

## Историја и развој
Развој Ан-32 почиње када се у политици СССР-у осетила потреба за авионом на бази Ан-26, који би могао да врши операције у отежаним планинским условима до 4500 m, са кратких полетних стаза и у тропској клими температуре ваздуха до 50°С. Први купац и корисник овог авиона била је Индија, делом због добрих односа вође СССР-а Леонида Брежњева и Индире Ганди.

### Историјат пројекта Ан-32
- 16.06.1975. -	објављена је Наредба Министарства ваздухопловне индустрије СССР-а о развоју авиона за аеродроме високог нивоа.
- 9.07.1976. - Ан-32 је извео први лет. Авионом је управљала посада у саставу: Володимир Ткаченко – капетан, Јуриј Курлин – копилот, Григориј Гумењук – навигатор, Михајло Трошин – инжењер лета, Виталиј Јасков – радио-оператер и Анатолиј Загумењ – водећи инжењер за тестирање летења.
- 6.11. до 13.12.1976. - авион Ан-32 је први пут приказан у Индији.
- 30.12.1980. - Савет министара СССР-а издао је Наредбу бр. 2743-РС о развоју и производњи авиона Ан-32 за извозне испоруке индијском ваздухопловству (118 авиона).
- У октобру 1982. -	први предпроизводни авион Ан-32 (С/Н 001) изашао је из монтажне хале Кијевског друштва за производњу авиона (КиАПА).
- У јануару 1983. -	Врховни командант Ваздухопловства издао је Наредбу бр. 41 о извођењу пробних летова Ан-32 како у СССР-у тако и у Индији.
- 17.02.1983. -	почела су заједничка званична тестирања авиона Ан-32.
- У октобру – новембру 1985. -	Са Ан-32 је постављено 14 светских рекорда висине лета са разним теретима.
- Године 1986. - покренута производња авиона Ан-32 за Авганистан (укупно је склопљено 75 авиона).
- 11.05.1987. -	Државни комитет Савета министара СССР-а за војна и индустријска питања усвојио је Резолуцију број 266 о модификацији Ан-32 и додељивању ознаке Ан-32Б новој верзији.
- 16.02.1993. -	противпожарни авион Ан-32П извео је први лет. Ан-32П је управљала посада у саставу: Анатолиј Слободенук – капетан, Володимир Терскиј – копилот.
- Године 1995.	Ан-32Б је добио Сертификат бр. 79-32Б издат од стране ИАЦ Ваздухопловног регистра[2].

## Конструкција
Авион Ан-32 је наследио аеродинамичку концепцију од Ан-24, слободноносећег висококррилца. Крило је у плану трапезног облика. Авион је потпуно метални, крило и репови кесонске а труп полумонокок конструкције. Механизација крила је од два центопланска закрилца и два закрилца с истовременом функцијом елерона (крилаца).
Високо смештени носачи мотора изнад крила омогућили су уградњу пропелера с краковима већег дијаметра. Већим елисама и снажнијим моторима авион је добио одличне особине узлетања и лета, поготово на аеродромима у тропским крајевима и на већим надморским висинама, односно у условима где турбоелисни мотори знатно губе на снази.

## Карактеристике и намена
Ан-26 је средњи транспортно-десантни авион, превасходно за тактички и оперативни војни ваздушни транспорт живе силе и војне опреме, у повољним и сложеним метеоролошким условима, дању и ноћу.
У основној намени је обезбеђено да авион Ан-26 носи 39 војника или 30 падобранаца с личном опремом, 26 рањеника на носилима, самоходна средства АСУ-57 и СД-85, аутомобил ГАЗ-69, минобацач од 120 mm итд., што се све може избацити из ваздуха у току лета.
Теретна верзија може понети до 6.700 кг терета који се у 12,48 м дуги, 2,30 м широк и 1,84 м висок простор утоварује преко спуштене "рампе" у репном делу авиона. Путничка верзија има 55 седишта.

## Верзије
- Ан-32 - основна верзија.
- Ан-32А - прва цивилна варијанта.
- Ан-32Б - унапређена верзија.
- Ан-32Б-100 - верзија са повећаном носивости на 7.5 тона.
- Ан-32МП - патролна верзија.
- Ан-32П - верзија за гашење пожара.

## Оперативно коришћење
Авион се серијски производио у Кијевском ваздухопловном комбинату од 1982. до 1996. године и укупно је произведено 358 авиона. Највише авиона је испоручено Индији (118 ком.) и Авганистану (75 ком.). Авиони су коришћени за војне потребе као транспортни авиони за превоз трупа и опреме, за бацање падобранаца и као патролни авион. За цивилне потребе авион је коришћен као путнички авион и авион за гашење пожара. 

## Земље корисници
| - Авганистан - Ангола - Бангладеш - Екваторијална Гвинеја - Етиопија - Јерменија | - Индија - Јордан - Колумбија - Куба - Либија - Мексико | - Монголија - Обала Слоноваче - Перу - Руанда - Русија | - Судан - Танзанија - Украјина - Хрватска - Шри Ланка |